# Don't Shut Me Down
"Don't Shut Me Down" är en låt skriven av Björn Ulvaeus och Benny Andersson för den svenska popgruppen Abba. Låten släpptes för streaming över olika streamingtjänster den 2 september 2021 och finns även med på studioalbumet Voyage som släpptes 5 november samma år. 
Låten släpptes samtidigt även som CD-singel, vilket bidrog till att den gick in på topp 10 i Storbritannien. Omslagsbilden till singeln är skapad av Ben Ansell. Vid samma tidpunkt släpptes även singeln "I Still Have Faith in You". 
"Don't Shut Me Down" blev ABBAs första etta på Sverigetopplistan sedan 1978 och även en topp 10-hit i USA, Norge och Tyskland.

## Historik
Abba var en av världens mest framgångsrika popgrupper under 1970-talet. År 1982 gjorde gruppmedlemmarna ett uppehåll för att arbeta med andra projekt. Efter några år var inte längre en återförening aktuell. Under 1990-talet och framåt uppstod förnyat intresse för gruppens musik i och med samlingsalbumet Abba Gold – Greatest Hits samt musikalen Mamma Mia! och den efterföljande långfilmen med samma namn. En återförening förblev dock inte aktuellt. 
Efter att planerna för en hologramturné utkristalliserats meddelade de fyra gruppmedlemmarna i april 2018 att de till detta projekt spelat in de två nya låtarna "I Still Have Faith in You" och "Don't Shut Me Down". I samband med publiceringen meddelades att den planerade hologramturnén fått en fast plats i en specialbyggd arena i London med premiär i maj 2022.
Singeln med "Don't Shut Me Down" blev Abbas första etta på singellistan i Sverige sedan "Summer Night City" 1978. 

## Medverkande och produktion
- Sång: Agnetha Fältskog, Anni-Frid Lyngstad
- Piano och synthesizers: Benny Andersson
- Trummor: Per Lindvall
- Gitarr: Lasse Wellander

Medverkar gör även Stockholm Concert Orchestra med dirigent Göran Arnberg. 
Inspelningen skedde i RMW Studios i Stockholm 2017. Mixningen utfördes av Benny Andersson och Bernard Löhr i Mono Music Studios, Stockholm 2017-2021. Ljudtekniker och ProTools programmering utfördes av Bernard Löhr. Assiterande ljudtekniker var Linn Fijal och Vilma Colling. Mastering utfördes av Björn Engelmann.

## Musikvideo
En musikvideo med låttexten presenterad i rörlig grafik (lyric video) släpptes på YouTube. Videon regisserades av Mike Anderson från företaget Able. Under de första 24 timmar fick filmen 1,4 miljoner tittare.

## Mottagande
Låten fick fyra av fem i betyg av Expressen och de beskriver låten som en låt med drivande bas och ett midtempo-gung. Tidningen Femina gav låten betyg tre av fyra och beskriver den som inte dåligt, inte superfantastiskt, men klassisk Abba. Låten tog första plats på försäljningstopplistan Sverigetopplistan releaseveckan, men tappade snabbt försäljning och lämnade topp tio andra veckan . Även på amerikanska Billboardlistan lämnade sången top tio efter första veckan, där den som bäst nådde en nionde plats . Sången nådde sin bästa placering, 46 på Spotifys lista över global streaming där låg på topp 100 under två dagar.

## Topplista
| Placering (2021)                          | Topplacering |
| ----------------------------------------- | ------------ |
| Australien (ARIA)                         | 27           |
| Tyskland                                  | 5            |
| Irland                                    | 12           |
| Japan Hot Overseas (Billboard Japan)      | 16           |
| Nederländerna (Dutch100)                  | 18           |
| Norge (VG-lista)                          | 7            |
| Sverige (Sverigetopplistan)               | 1            |
| UK Download (The Official Charts Company) | 10           |
| UK Singles Sales (OCC)                    | 9            |